# Nisko (stacja kolejowa)
Nisko – stacja kolejowa w Nisku, w województwie podkarpackim, w Polsce.

## Ruch pasażerski
| Rok  | Wymiana pasażerska na dobę |
| ---- | -------------------------- |
| 2017 | 50-99                      |
| 2022 | 150-199                    |

Zlokalizowana jest wzdłuż ulicy Kolejowej. Oprócz budynku stacyjnego i peronu, na stacji znajduje się rampa towarowa o długości ok. 400 metrów. Do końca lat 90. XX wieku ze stacji odchodziła jednotorowa bocznica towarowa do tartaku oraz jednostki wojskowej z mijanką zlokalizowaną między ulicami 1000-lecia oraz Sandomierską. Pozostałości torowiska można obecnie spotkać w pobliżu zabudowań dawnego tartaku. Pomimo elektryfikacji linii w 1989 roku, na stacji do dziś wykorzystywane są semafory kształtowe.

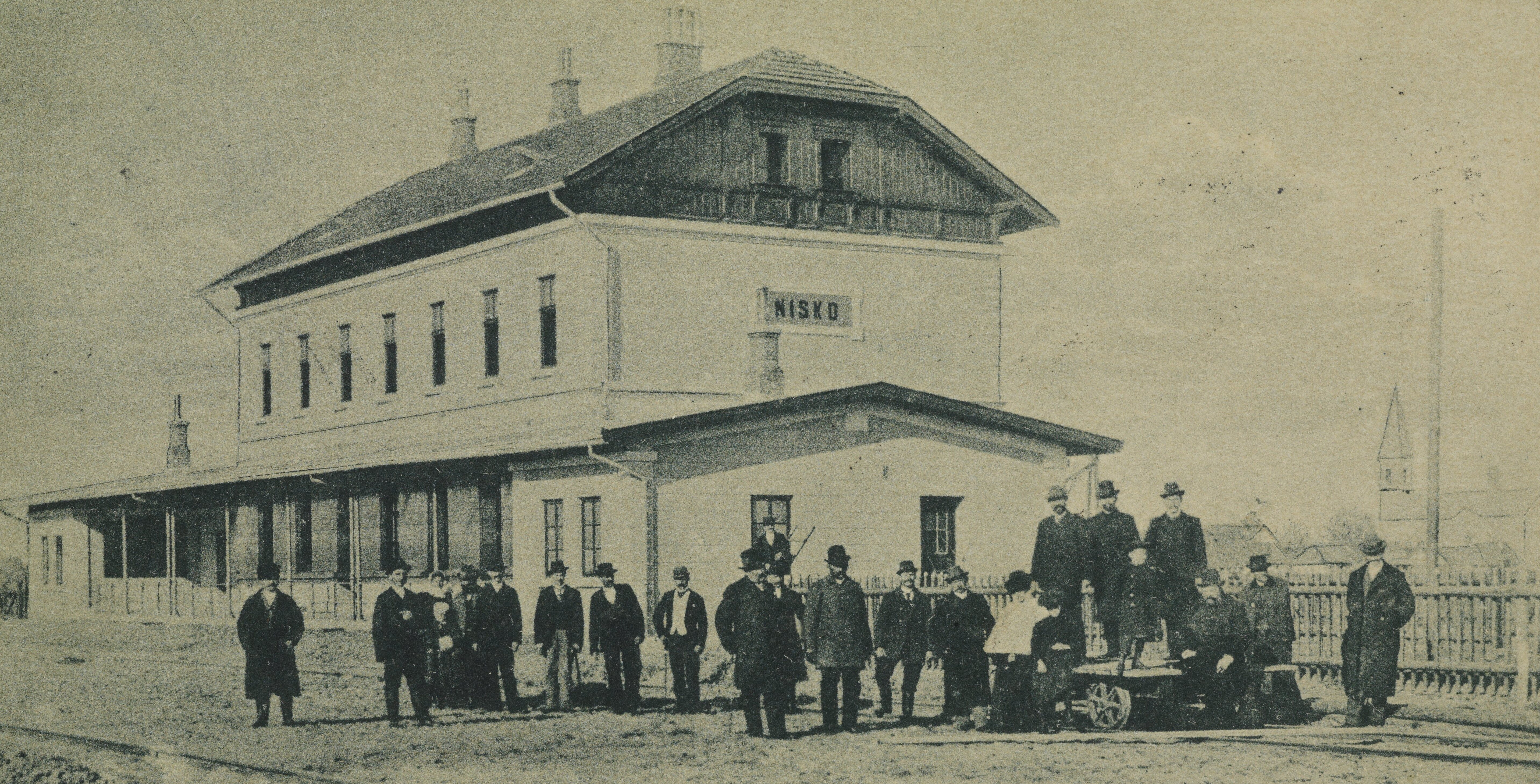
Stacja kolejowa około 1900
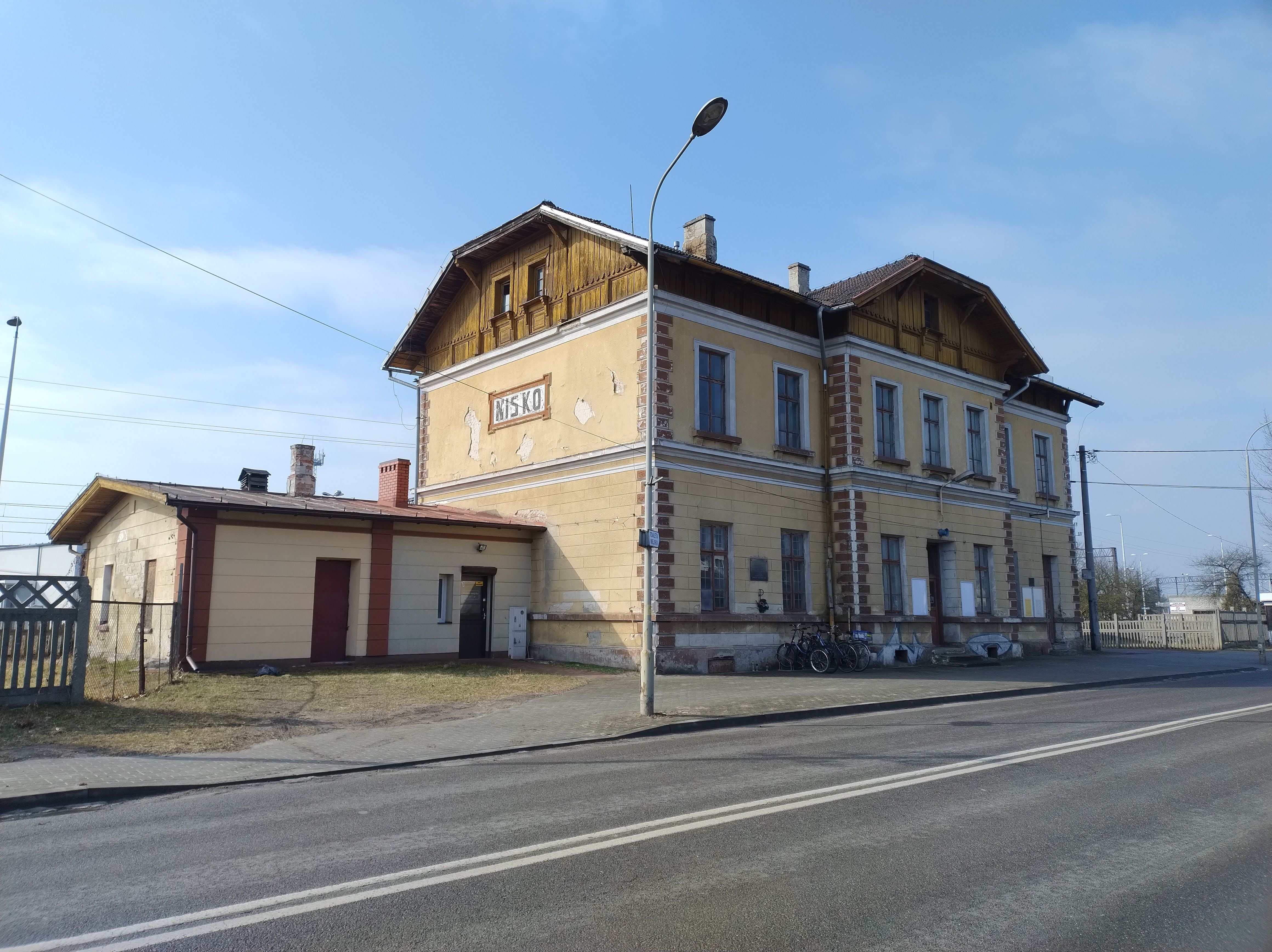
Dworzec od strony miasta (2025)
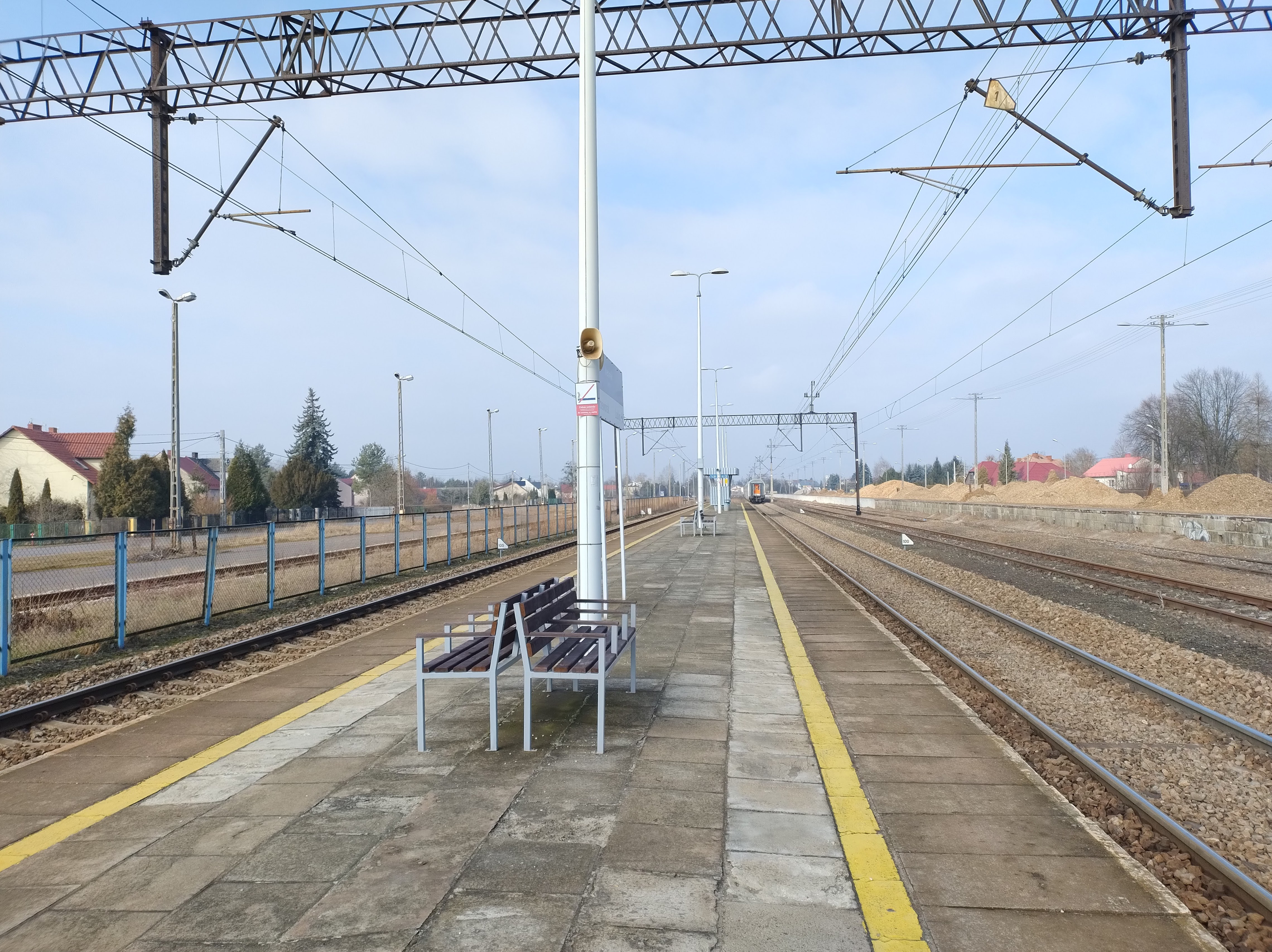
Peron (2025)
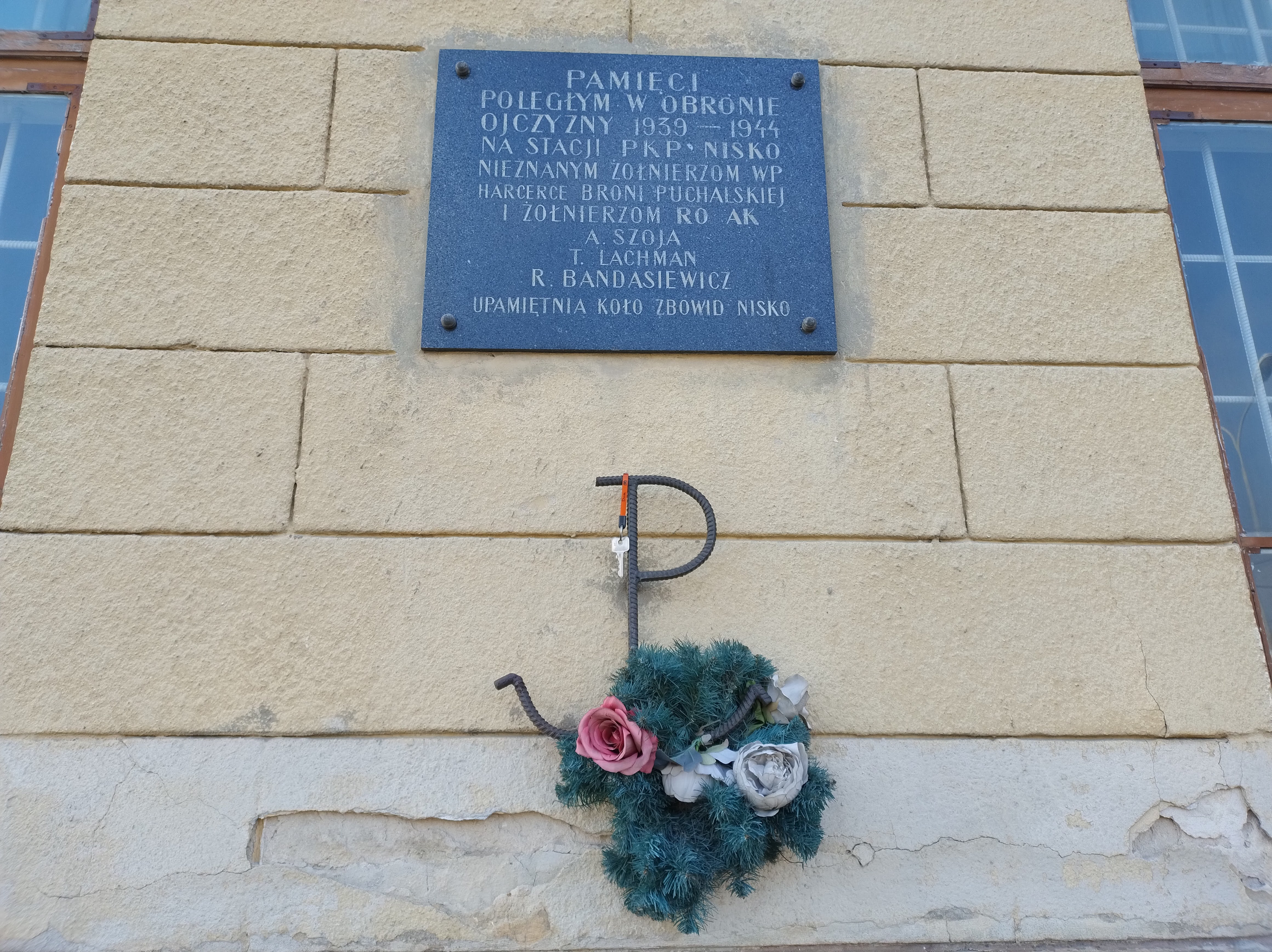
Tablica pamiątowa i symbol Polski Walczącej (2025)